# Antonin Magne

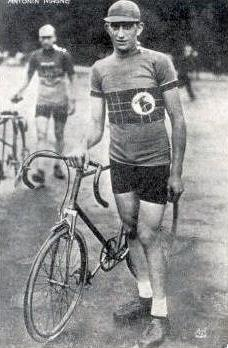
Antonin Magne

Antonin Magne, född 15 februari 1904 i Ytrac, avled 8 september 1983 i Arcachon, var en fransk tävlingscyklist som vann Tour de France 1931 och 1934. Han tävlade som professionell mellan 1927 och 1939 och blev senare manager för ett cykelstall.
Antonin Magne var med i det vinnande laget, Alleluia, när de vann GP Wolber 1927, en tävling som sågs som ett inofficiellt världsmästerskap, tillsammans med Pierre Magne, Julien Moineau, Marius Gallotini, Arsène Alancourt och André Cauet.
Magne körde sin första Tour de France 1927. Han vann tävlingen 1931 och 1934. Under tävlingen 1931 kraschade han och blev sedan jagad upprepade gånger av italienaren Antonio Pesenti och belgaren Jef Demuysère. Efter tävlingen, som han vann, var han så utmattad att han inte startade tävlingen året därpå. Under säsongen 1934 vann han tävlingen med hjälp av René Vietto, Georges Speicher och Roger Lapébie. Magne blev den första cyklisten någonsin att vinna ett tempolopp på Tour de France, ett tempolopp som sträckte sig 80 kilometer mellan La Roche-sur-Yon och Nantes.
1936 slutade Magne tvåa i Tour de France efter Sylvère Maes från Belgien och vann senare på året Världsmästerskapens linjelopp före italienaren Aldo Bini och nederländaren Theo Middelkamp. Under säsongen 1933 slutade fransmannen tvåa i världsmästerskapens linjelopp efter landsmannen Georges Speicher. 
Han vann också Grand Prix des Nations under 1934, 1935 och 1936.
Antonin Magne slutade också trea i Tour de France 1930 efter fransmannen Andre Leducq och italienaren Learco Guerra. Han slutade också trea i Paris-Roubaix 1930 efter belgaren Julien Vervaecke och fransmannen Jean Marechal.

## Tour de France 1934
Magne ledde Tour de France 1934 från den andra etappen och hans stall vann 19 av 23 etapper. Han förlorade ett hjul på en av etapperna, mellan Perpignan till Ax-les-Thermes, men blev räddad av den yngsta cyklisten i stallet, René Vietto, som gav bort sitt eget hjul trots att han själv låg på tredje plats i tävlingen. Dagen därpå hade Antonin Magne ytterligare problem och Vietto som låg framför honom på Col de Portet d'Aspet, Vietto som såg det valde att cykla tillbaka nedför backen och gav bort ett av sina hjul även den etappen till Antonin Magne. Magne vann Tour de France 1934 framför italienaren Giuseppe Martano och fransmannen Roger Lapébie. Under tävlingen bar han etappen under 22 etapper, ett rekord som han har tillsammans med Nicolas Frantz från Luxemburg.

## Efter karriären
Efter att Magne avslutat sin karriär blev han sportdirektör för cyklister som Louison Bobet och Raymond Poulidor i Mercier-stallet. 1970 tog Louis Caput över rollen som manager för Fagor-Mercier från Antonin Magne.
Under sitt liv bodde Magne i Livry-Gargan, i departementet Seine-Saint-Denis i närheten av Paris. Under Tour de France 2004 gick tävlingen igenom Livry-Gargan för att hylla den franska cyklisten.